# Маланюк Євген Филимонович
Євге́н (Евге́н) Филимо́нович Маланю́к  (20 січня (1 лютого) 1897, Новоархангельськ — 16 лютого 1968, Нью-Йорк) — український письменник, культуролог-енциклопедист, публіцист, літературний критик, сотник Армії УНР, «Імператор залізних строф».

## Життєпис

### Ранні роки

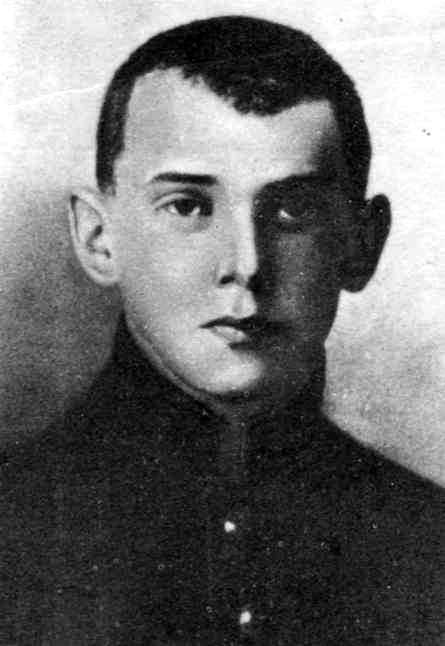
Євген Маланюк, Єлисаветград, 1914 рік

Народився Євген Маланюк 1 лютого (20 січня за старим стилем) 1897 року в посаді Новоархангельськ, який розташовувався над річкою Синюхою Херсонської губернії (тепер Кіровоградська область).
Батько Євгена, Филимон Васильович, працював учителем, а згодом повіреним у містечковому суді, захоплювався просвітницькою діяльністю, був режисером аматорських театральних вистав, співав у церковному хорі, друкувався в часописах, виступав ініціатором відкриття гімназії. Євгенова мати Гликерія Яківна була донькою військовика Стоянова, чорногорця з роду осадчих на землях Нової Сербії, заснованої ще за часів Катерини II.
Навчався Є. Маланюк у Новоархангельській початковій школі. Як і його молодші брати, Онисим та Сергій, він відзначався блискучими знаннями. Лише найстарший із синів — Євген — продовжив здобувати освіту в Єлисаветградському земському реальному училищі. Навчання в підготовчому класі хлопець завершив із відмінними результатами і згодом був звільнений від оплати, що полегшило долю малозабезпеченої сім'ї. Здібний учень стає стипендіатом Єлисаветградського земства. Восьмирічне перебування у стінах закладу (1906—1914), з яким у різні часи пов'язали свої долі Євген Чикаленко, Панас Саксаганський, Микола Садовський, Юрій Яновський, Гнат Юра та інші відомі діячі, значно розширило світогляд Маланюка, пробудило в ньому творчі здібності, любов до літератури, живопису, театру. У 13 років хлопчина починає віршувати.

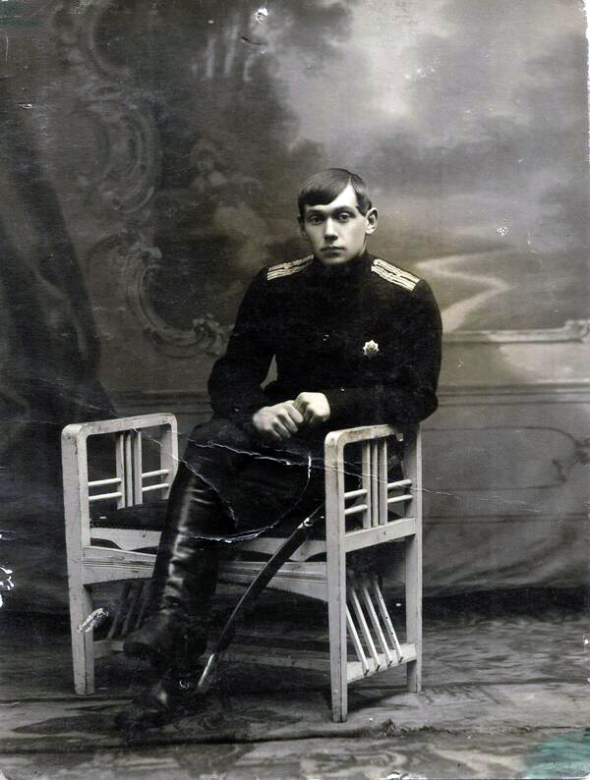
Євген Маланюк під час навчання у Київській школі прапорщиків, 1914 р.

1914 року Перша світова війна стає на перешкоді навчанню. В 1915 році юнак стає курсантом Першого Київського військового училища, яке закінчує в січні 1916 р. Протягом кількох місяців служить у чині прапорщика в 39-му піхотному запасному батальйоні на території Володимирської губернії, а з серпня 1916 р. у званні молодшого офіцера перебуває в 4-й роті 2-го Туркестанського стрілецького полку на Південно-західному фронті, потім потрапляє до 2-ї кулеметної роти, був ад'ютантом начальника штабу 1-ї Туркестанської дивізії полковника Є. Мєшковського. Останнє звання у російській армії — поручник.

### Доба визвольних змагань
1917 рік приніс Євгенові Маланюкові чимало гострих вражень, потрясінь і втрат: жорстокі будні на фронтах Першої світової, Лютнева революція і несподівана відпустка додому у зв'язку зі смертю батька (мати померла ще у 1913 році), демобілізація з російської армії й участь у творенні УНР, служба в чині старшини в Генеральному Штабі України. Пізніше стає ад'ютантом генерала Василя Тютюнника, командувача Наддніпрянською Армією УНР, який помер від тифу на руках у свого ад'ютанта. Молодий офіцер болісно сприймав поступовий занепад УНР.
З лютого 1918 р. — у розпорядженні уповноваженого Центральної Ради у Луцьку, з квітня 1918 р. — діловод оперативного відділу Головного управління Генерального штабу УНР, з травня 1918 р. — т. в. о. оберстаршини оперативного відділу Головного управління Генерального штабу Української Держави, з кінця 1918 р. — старшина для доручень помічника начальника Генерального штабу УНР, з січня 1919 р. — ад'ютант помічника начальника штабу Дієвої армії УНР, з квітня 1919 р. — ад'ютант начальника штабу Дієвої армії УНР, восени 1919 р. — ад'ютант командувача Дієвою армією УНР.
З кінця грудня 1919 р. перебував у польському полоні у м. Рівне та таборі Ланцут.
У червні-липні 1920 р. — приділений до штабу 4-ї запасної бригади Армії УНР, у серпні—вересні 1920 р. знаходився на лікуванні у шпиталі, з жовтня 1920 р. — старшина для доручень організаційного відділу штабу Армії УНР.
Після трьох літ відчайдушних битв за українську державність у жовтні 1920 р. поет-патріот разом з іншими інтернованими захисниками УНР потрапляє до таборів у Стшелкові та Щипьорні, а згодом у Каліші (Польща). Тут Є. Маланюк багато пише, зі своїми друзями Юрієм Дараганом, Миколою Чирським, Максимом Гривою (Загривним) видає гектографічним способом журнал «Веселка» (1922—1923), в якому й сам починає друкуватися. Інтерновані вояки заснували аматорський театр, чоловічий хор, навіть балетні курси; влаштовували різні культурно-освітні акції. Але й таке насичене мистецьке й громадське життя не применшувало туги цих людей за Україною. Євген Маланюк прагнув розібратися, що привело до поразки УНР, до цього поневіряння співвітчизників у чужих краях. Ці розмірковування просилися на папір у вигляді щемливих, гірких і часто жорстких поетичних рядків.

### Чехословацький період

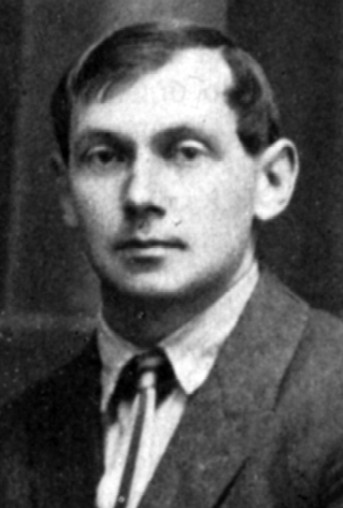
Євген Маланюк, Прага, 1924 рік

Восени 1923 року поет виїхав до Чехословаччини, де вступив на гідротехнічне відділення інженерного факультету Української господарської академії в Подєбрадах, працював інженером-гідротехніком.
Деякий час письменник входив до складу Ліги українських націоналістів (ЛУН), співпрацював у журналі цієї організації «Державна нація». Є. Маланюкові пощастило навчатися у відомих професорів-співвітчизників Івана Шовгенева, Євгена Чикаленка, Сергія Шелухіна. Він брав участь у численних літературно-мистецьких вечорах, дискусіях, що влаштовувались у Подєбрадах, Празі, де здружився з Леонідом Мосендзом, Олегом Ольжичем, Оленою Телігою, Олексою Стефановичем, Оксаною Лятуринською, Михайлом Мухіним. Знайомство з поетесою Наталею Лівицькою-Холодною переросло в кохання, яке дуже змучило Євгена, ледь не довівши до самогубства.
1925 року в Подєбрадах вийшла перша збірка віршів «Стилет і стилос», яка стала неабиякою подією і в житті автора, і в тогочасному літературно-мистецькому процесі, викликавши неоднозначну реакцію: від цілковитого несприйняття до надзвичайного захоплення. Цією книгою, як і наступною — «Гербарій» (Гамбург, 1926), Маланюк ствердив свої позиції поета-націєтворця, яким він не зрадить до самої смерті. Саме це: войовничий дух; звернення до державницької і визвольної атрибутики у вигляді «заліза наших когорт» «свяченого ножа»; розміркування над долею сучасного мистецтва, покликаного слугувати високим ідеалам, — приваблювали молодше покоління представників діаспори. Натомість старша генерація, схильна до поміркованості та нескінченних оплакувань недолі України, була просто шокована різким тоном письменника, його зневажливими оцінками і звинуваченнями на адресу земляків-малоросів, що ніяк не доростуть до рівня нації.
У тому ж 1925 році в Подєбрадах Є. Маланюк познайомився зі студенткою медицини Зоєю Равич із Полтавщини і невдовзі одружився з нею (заручини відбулися 5 липня, а вінчання 12 серпня в церкві святого Миколая у Празі). Проте 1929 року подружжя взяло розлучення. Євген, завершивши академію, подався на заробітки до Варшави. А Зоя залишилася навчатись у Празі.

### Варшавський період
З 1929 р. — у Польщі.

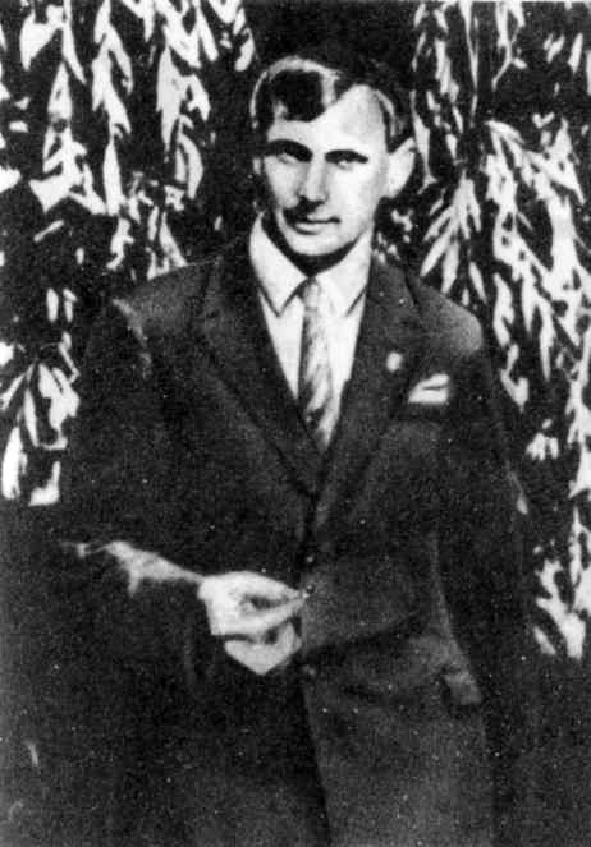
Євген Маланюк, Подєбради, 1928 рік

У 1930-х роках письменник плідно співпрацював із львівським журналом «Літературно-науковий вісник» (із 1932 — «Вісник»), редактором якого був відомий політик, критик, літературознавець Дмитро Донцов. Зв'язки з зазначеним виданням не припинялися упродовж усього періоду перебування Є. Маланюка у Варшаві. У польській столиці організовується літературний гурт «Танк», до якого входять Ю. Липа, О. Теліга, П. Зайцев, Н. Лівицька-Холодна, А, Коломиєць, Ю. Косач та ін. Безперечним лідером групи був Є. Маланюк. Але коли гурт трансформувався в інше утворення — «Ми» — і став видавати однойменний журнал, що породило гостру полеміку з Д. Донцовим, склалася вкрай напружена ситуація. Є. Маланюк розірвав зв'язки з групою «Ми» і поновив співпрацю з «Вісником».
На варшавський період припадає вихід у світ таких книжок поета: «Земля й залізо» (Париж, 1930), «Земна мадонна» (Львів, 1934), «Перстень Полікрата» (Львів, 1939), «Вибрані поезії» (Львів; Краків, 1943). Значно пожвавлюється публіцистична і наукова діяльність Є. Маланюка, з'являються десятки статей, нарисів, есе, в яких він осмислює набутки вітчизняної і світової культури (Т. Шевченко, М. Гоголь, П. Куліш, Я. Щоголев, Г. Чупринка, І. Бунін, М. Бажан, С. Гординський, В. Ґренджа-Донський, Зореслав та ін.). Публікуються переклади з інших літератур (Шарль Бодлер, Йозеф Сватоплук Махар, Микола Гумільов).
У Варшаві поет познайомився з польськими митцями, такими як Ю. Тувім, Я. Івашкевич, Я. Лехонь — представниками відомої групи Скамандритів, а також з Л. Подгорським-Околувом, С. Стемповським та Ю. Лободовським. Є. Маланюк намагався побудувати діалог між польськими та українськими митцями, незважаючи на несприятливі політичні умови. Польські поети високо цінували творчість Є. Маланюка, перекладали його твори.
У Варшаві доля звела Євгена Маланюка зі співробітницею чеського посольства Богумілою Савицькою, що з часом стала його другою дружиною. У 1934 році в подружжя народився син Богдан. Друга світова війна порушила сімейну ідилію. Богуміла все частіше виїздить із сином до рідних у Прагу, а Євген підзаробляє, де може: вчителем у Варшавській православній семінарії, перекладачем текстів до кінохронік, часто живе надголодь.

### Німецький період
Маланюк брав участь в обороні столиці Польщі від німецьких військ у 1939 році.
З 1944 р. — у Німеччині. Після вступу на територію Польщі радянських військ письменник був змушений податися вже на другу еміграцію, рятуючись від пильного ока енкаведистів, які на той час уже замордували його найкращого друга Юрія Липу. Отже, знову табори для переміщених осіб, бараки, випадкові заробітки. Така перспектива не влаштовувала Богумілу, тож подружжя оформило розлучення, Євген сам подався назустріч новим випробуванням. Хоча версію про розлучення підтверджують не всі біографи. Євгену довелося працювати ліфтером, викладачем математики в німецькому місті Регенсбурзі, у таборі для біженців, що перебував в американській зоні окупації.
У цей період Євген Маланюк усамітнюється, відсторонюється від активної літературної діяльності. Належачи до МУРу (Мистецького українського руху), нечасто бере участь у його зібраннях, культурних акціях. Упродовж 1946—1947 рр. Є. Маланюк то відходить, то знову долучається до організації й урешті в одному з листів 1947 року до голови МУРу У. Самчука повідомляє про свій вихід.
5 березня 1947 року студія драми Йосипа Гірняка провела в Регенсбурзі свято на честь 50-річчя Євгена Маланюка. Ювіляра вітали У. Самчук, І. Костецький, Ю. Лавріненко, Г. Костюк, члени драматичної студії Й. Гірняка.

### Американський період
У червні 1949 року поет переїжджає до США, поселяється на околиці Нью-Йорка: спершу працює фізично, потім — в проєктному бюро, де й трудився до виходу на пенсію в 1962 р. У 1958 р. Є. Маланюк став почесним головою об'єднання українських письменників «Слово». За океаном з'являються друком його збірки «Влада», «Поезії в одному томі», «Остання весна», «Серпень»; окремим виданням виходить поема «П'ята симфонія» (1954), що уславлює діяльність борців за українську державність — Василя Тютюнника, Марка Безручка та інших. Євген Маланюк продовжує працювати і в галузі публіцистики, літературознавства. Публікуються його монографії, статті, нариси. Це, зокрема, видання, що з часом отримали широкий резонанс: «Нариси з історії нашої культури» (1954), «Малоросійство» (1959), «Ілюстрісімус Домінус Мазепа — тло і постать» (1960), «Книга спостережень» у двох томах (1962; 1966).
У 1962 році письменник ризикнув відвідати соціалістичну Польщу. Це було його останнє побачення з Варшавою, з багатьма спогадами про минуле. Зустрівся Є. Маланюк і з колишньою дружиною Богумілою, яка була щаслива його бачити. Ці дні, проведені недалеко від України, близької і водночас недоступної, не були «отруєні» навіть діями таємної поліції. Однак, це лише одна з версій. За іншою версією, поет не мав можливості побачитися з дружиною, через небезпеку бути схопленим радянською розвідкою. Невідомі йому люди з польської таємної поліції допомогли Євгенові врятуватися.
Помер Євген Маланюк 16 лютого 1968 року у Нью-Йорку. Похований на православному цвинтарі святого Андрія Сауф-Баунд-Брук, штат Нью-Джерсі. Вже після смерті письменника у мюнхенському видавництві «Сучасність» з'явилася впорядкована ним самим збірка поезій «Перстень і посох» (1972), що стала його лебединою піснею.

## Творча спадщина
Творча спадщина поета, визнаного за українського класика, ідейно та тематично досить розмаїта. Збірки поезій та есе були видані у багатьох містах Європи й Америки:
- Обранні вірші у збірці «Озимина [Архівовано 2 червня 2016 у Wayback Machine.]. Альманах трьох: Євген (Евген) Маланюк, Михайло Селегій, Михайло Осика» (Каліш: Веселка, 1923)
- «Стилет і стилос» (Подєбради, 1925)
- «Гербарій» (Гамбурґ, 1926)
- «Земля й залізо» (Париж, 1930)
- «Земна мадонна» (Львів, 1934)
- «Перстень Полікрата» (Львів, 1939)
- «Вибрані поезії» [Архівовано 26 вересня 2021 у Wayback Machine.] (Львів, Краків, 1943)
- «Влада» (Філадельфія, 1951)
- «П'ята симфонія» (Нью-Йорк, 1953)
- «Поезії в одному томі» (Нью-Йорк, 1954)
- «Остання весна» (Нью-Йорк, 1959)
- «Серпень» (Нью-Йорк, 1964)
- «Перстень і посох» (Мюнхен, 1972)
- «Поезії з нотатників» (Кіровоград, 2003)
- «Нотатники (1936—1968)» (Київ, 2008)

У 1962 та 1966 роках Євген (Евген) Маланюк упорядковує два томи своїх літературознавчих, культурологічних та історіософських статей, розвідок, есе, нарисів, котрі побачили світ у видавництві «Гомін України» в Канаді (Торонто, 1962, т. 1; 1966, т. 2). Для своєї прози автор вибирає промовисту і поетичну назву — «Книга спостережень». І тут Євген (Евген) Маланюк постає самобутнім мислителем, дослідником-аналітиком. Знову ж, як і в поезії, основною його темою є Україна, її мистецтво, культура, історія. Десятки статей присвячені клясичній літературі, митцям-емігрантам, письменникам України радянського часу.
Вже після смерті митця побачила світ збірка «Перстень і посох» (Мюнхен, 1972).

### Характеристика творчості
У царині поетики Євген (Евген) Маланюк — симфоніст. Саме це його ріднило з Павлом Тичиною. Він вільно оперує художніми засобами і клясичної поетичної мови, і найсучаснішими образними версифікаційними трансформаціями її. Виваженість і, сказати б, наукова точність слова в історіософській поезії поєднується з гранично вираженою емоційністю, просто — бурею пристрасти. Крім того, поет виробив власну мову символів, що є водночас і знаряддям, і результатом його світоаналізу. Саме символізм визначає одну із провідних рис поетичного мовлення Маланюка — лаконічність як принцип, що регулює структуру тексту. Крім того, Е. Маланюка відносять до стилю необароко. Більшість дослідників відносять його також до празької літературної школи. Визначальними рисами творчості цієї школи, а також і Е. Маланюка, є історіософізм і мітологічність. Поезію Празької школи називають поезією чину, оскільки вона закликає до боротьби за Україну, боротьби не тільки збройної, а й духовної. Цей заклик звучить і в поезії Маланюка.
Ідея утвердження державности України — центральна ідея поетичного Універсуму Євгена (Евгена) Маланюка. Поет звертається до витоків української державницької традиції — князівсько-дружинницької доби, періоду гетьманування Богдана Хмельницького, Івана Мазепи, Пилипа Орлика, в ній прагне відшукати підстави для творення сучасної держави. Однак образ України — внутрішньо роздвоєний, дуалістичний, він постає перед читачем у двох своїх іпостасях: Степова Еллада та Чорна Еллада. І саме ця антиномія є для Євгена (Евгена) Маланюка джерелом внутрішньої неструктурованости українського суспільства, втрати вольового, динамічного, державницького начала. Поет вибудовує своєрідну історіософську концепцію буття України, елементами якої є Еллада, варяги та Рим. Еллінський гіпертрофований індивідуалізм, панестетизм має бути згармонізований варязьким активізмом та ієрархічністю Риму, ці три елементи мають існувати не окремо, лиш у своєму поєднанні, синтезі. У творенні свого образу України Євген (Евген) Маланюк виходить із конкретних історичних та географічних реалій, бо саме Україна — це місце трагічної зустрічі Заходу та Сходу, цією обставиною зумовлене те, що вона довгий час лишалася об'єктом, а не суб'єктом історичного процесу. Українець — «пісняр, мудрець і гречкосій» — здатний швидше до ліричної рефлексії, пасивного споглядання навколишньої дійсности, а не до адекватної вольової реакції на зовнішню загрозу. На противагу цьому Євген (Евген) Маланюк розвиває цілу комплексну теорію «мазепинства», центральне місце в якій займає пророча візія майбутнього провідника України, який має поєднати державний досвід Мазепи, патріотизм та дипломатичний хист Пилипа Орлика, цільність світогляду Тараса Шевченка, в постаті якого поєднались поет та державотворець.
Водночас Євген (Евген) Маланюк — це і ніжний лірик, тонкий метафорист, що у своїй поезії поєднує сувору аскетичність вислову, здатність до сильних почувань з витонченою ритмомелодикою, проникненням в глибини людської психології. Він створив прекрасні зразки любовної лірики, в якій освічується в коханні, оспівує жінку або жалкує за втраченими почуттями.
Для Маланюка був притаманний стихійний традиціоналізм. Він щиро захоплювався епохою Середньовіччя і критично ставився до прогресизму. Сучасний український дослідник Ігор Загребельний зазначає: «Цілісної традиціоналістичної системи Маланюк не побудував. Не побудував він, зрештою, навіть загальної концепції занепаду Заходу. Проте, записані  у численних статтях, поезіях, есе та, що особливо цінно, нотатках, його міркування про минуле та сучасність безперечно можуть вважатися такими, що належать до традиції української консервативної думки. Не творячи системи, міркування Маланюка усе ж дають відповідь, приміром, на питання про ідейний зміст занепаду».

## «Посланіє»
Євген (Евген) Маланюк випустив перші поетичні збірки тоді, коли в підрадянській Україні набирала розмаху та гостроти літературна дискусія, головним засновником якої був Микола Хвильовий. 1926 року пролунали ним натхненні радикальні гасла: «Геть від Москви!» і «Дайош психологічну Європу!», на що швидко відреагував 29-річний Євген (Евген) Маланюк і написав «Посланіє» (1926).
Маланюк не обмежився полемікою з одним адресатом. Заразом він приєднався до дискусії про шляхи розвитку української культури, про вибір між Сходом і Заходом, про Европу, її стан і майбуття. Звичайно ж, Євген (Евген) ставав на бік Европи, оскільки його европоцентризм мав виразну антибольшевицьку «підкладку»: він був різко протиставлений ілюзіям зачарованих «світлом зі Сходу» «лівих» інтелектуалів (Анрі Барбюс, Бернард Шоу, Ромен Роллан, Анатоль Франс, Освальд Шпенґлер тощо). У своєму творі він мовби «викликає» той час, коли нарешті з'явиться «нації міцної син».
У політичному штабі УСРР «Посланіє» викликало лють. На адресу Євгена (Евгена) Маланюка посипалися звинувачення в «українському фашизмі». Відразу ж було наказано дати «фашистові» Маланюку гнівну відсіч. Найвідомішою є «Відповідь» Володимира Сосюри:
Шановний пане Маланюче, ми ще зустрінемось в бою!

Ви не фашист, а лиш фашистик!

Ми вам «Посланіє» згадаєм, коли ви станете під мур…
Микола (Микулаш) Неврлий свідчив: Сосюра згодом «жалів, що так гостро виступив проти нього Він казав, що в той час майже нічого про Маланюка не знав, ані одного його вірша не читав і наївно повірив критикові Андрієві Хвилі, який тоді громив Маланюка. […]. Віршами Маланюка, які я тоді (це було, пригадую, десь 1956—1957 рр.) живо відновлював із пам'яті, Сосюра був захоплений. Особливо йому подобалась „Варязька балада“, яку він назвав геніальною».

## Маланюк у спогадах
За свідченням Богдана Бойчука, Маланюк у житті дуже відрізнявся від Маланюка у творчості:
|  | Упродовж довгих років я жив у сусідстві Євгена Маланюка і спостерігав штрихи його особистого портрету і тим самим частково теж штрихи групового портрету пражан. Найбільший ”поет-трибун” своєї доби Євген Маланюк був як людина далекий від трибунности. Він усе своє життя старався не бути трибуном, тобто не включатися в безпосереднє політичне життя, не запрягатися до нічийого воза. Прапороносцем нічиїх ідей він не був, нікому нічим не служив. Деякі угруповання брали його вірші собі на прапор, але це була їхня проблема. Були далекі йому теж у житті волюнтаризм та суворість. Маланюк був людиною легко-богемського покрою, щось на кшталт інтелектуалів паризького Латинського кварталу. Він любив товариство (в тому й жіноче), любив забавитися, любив добру їжу й вишукані напої, любив годинами розповідати історичні анекдоти та всякі інтимні деталі з життя історичних осіб. |

## Пам'ять
Помер Євген Маланюк 16 лютого 1968 року у Нью-Йорку. Поховали поета на цвинтарі святого Андрія у штаті Нью-Джерсі. Після смерті вийшла впорядкована ним при житті — збірка поезій «Перстень і посох». Ім'ям Євгена Маланюка названі вулиці у Києві, Львові, Кропивницькому, Дніпрі та інших містах України. У Львові є також площа Маланюка. 
В рідному містечку Новоархангельськ, де народився Євген (Евген) Маланюк, встановлено погруддя поету.
Ім'ям Євгена (Евгена) Маланюка названо школу в селі Торговиця Новоархангельського району.
1 лютого 2017 року на державному рівні в Україні відзначався ювілей — 120 років з дня народження Євгена (Евгена) Маланюка (1897—1968), поета, мистецтвознавця, літературознавця.
26 липня 2024 року провулок Багрицького в Миколаєві перейменовано на провулок Євгена Маланюка.

### Літературна премія ім. Євгена (Евгена) Маланюка
Премія є творчою відзнакою, якою нагороджують літераторів Кіровоградської області за високохудожні твори, спрямовані на ствердження гуманістичних ідеалів, збагачення історичної спадщини народу, державотворення та демократизацію суспільства. Премія встановлюється у трьох номінаціях:
- художня література (поезія, проза, драматургія);
- літературознавство та публіцистика;
- переклад (з української мови на інші мови, з інших мов на українську мову).

Вручення відбувається щорічно до 2 лютого — дня народження Євгена (Евгена) Маланюка. Автору твору-переможця надається звання «Лауреат обласної літературної премії імені Євгена Маланюка», вручаються диплом установленого зразка, нагрудний знак лавреата, почесна відзнака обласної ради і обласної державної адміністрації — скульптура «Степовий орел» та грошова частина премії.

### Кросворд про Є. Маланюка
Кросвордист Анатолій Лозовий склав кросворд «Евген Маланюк» який був надрукований в газетах: «Відродження» м. Жовква (Львівська область),"Вісті з Свалявщини" м. Свалява (Закарпатська область) та «Народне слово» м. Кропивницький.

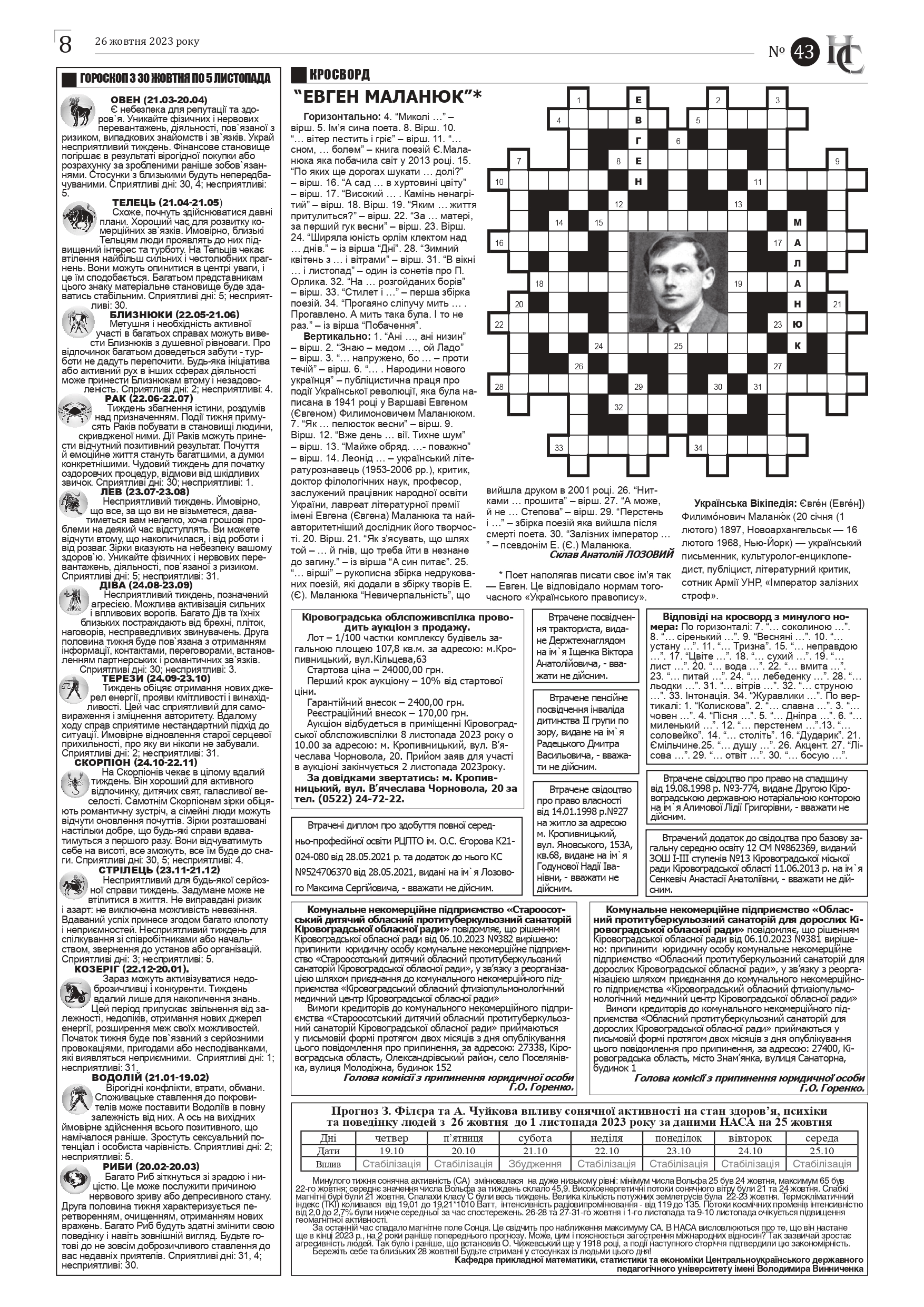
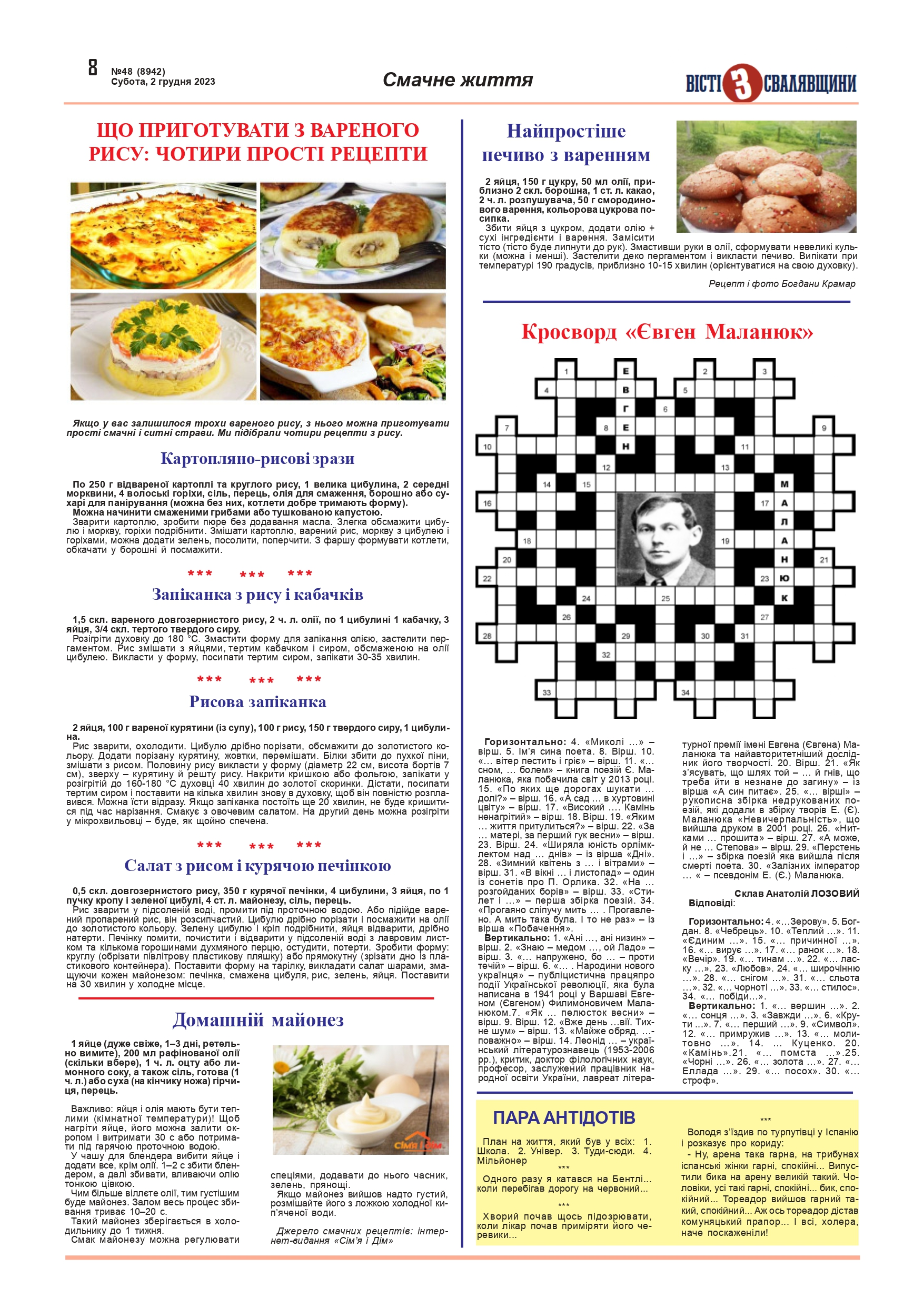
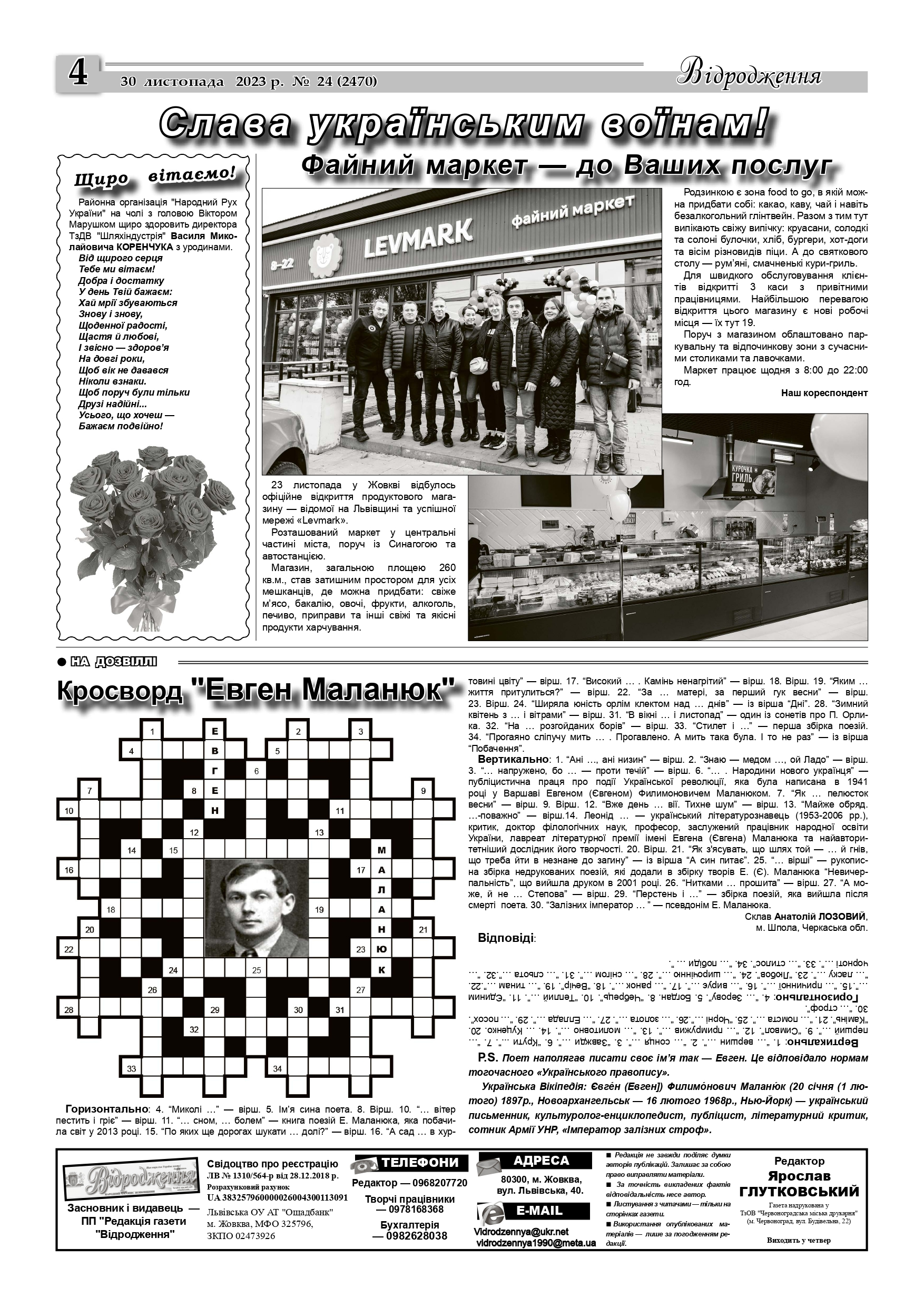